# Software social
El software social (no confundir con software de análisis de redes sociales) engloba a un conjunto de herramientas de comunicación que facilitan la interacción y colaboración por medio de convenciones sociales. No son propiamente aspectos de programación. Estas herramientas engloban correo electrónico, lista de correo electrónico, grupos de noticias de Usenet, IRC, mensajería instantánea, bitácoras de red, wikis, agregadores sociales social bookmarks, folcsonomía, así como cualquier otro tipo de comunidad virtual en red.
"Software social" es una metáfora que hace referencia a métodos de organización que favorecen la integración de las personas, la información, el trabajo y la tecnología (PITT) en una dinámica constructiva, con el fin de prestar un servicio de máxima calidad, independientemente del ámbito de actuación. Con la web 2.0  y los servicios de red social, los últimos avances en la materia son impresionantes y decisivos. Sobre la base de elementos como cultura, valores, visión empresarial, intereses personales y códigos de conducta, se establece un marco global coherente para que las personas se identifiquen y pongan en contexto sus decisiones, para aprender y lograr objetivos comunes. El desarrollo de nuevos sistemas de información es fundamental para el control y la utilidad de las organizaciones. 